# Fekete szépség (film, 2020)
A Fekete szépség (eredeti cím: Black Beauty) 2020-ban bemutatott családi kalandfilm, amelyet Ashley Avis rendezett Anna Sewell 1877-ben megjelent azonos című regénye alapján. Avis a film írójaként és vágójaként is szolgált. A film az Egyesült Államok, az Egyesült Királyság, Dél-Afrika, Franciaország és Németország koprodukciójában készült. A főszerepben Mackenzie Foy, Kate Winslet, Claire Forlani, Iain Glen és Fern Deacon látható.
A filmet végül a Walt Disney Studios vásárolta meg, és 2020. november 27-én jelent meg a cég streaming szolgáltatásán, a Disney+-on.

## Rövid történet
Egy vad ló és egy tizenéves lány között megbonthatatlan kötelék alakul ki, amely egy életre összeköti őket.

## Szereplők
- Kate Winslet – Fekete szépség (hangja) (m. hang: Pálfi Kata)
- Mackenzie Foy – Jo Green
  - Faith Bodington – Jo Green (12 évesen)
- Iain Glen – John Manly (m. hang: Epres Attila)
- Calam Lynch – George Winthorp
- Claire Forlani – Mrs. Winthorp
- Fern Deacon – Georgina Winthorp
- Hakeem Kae-Kazim – Terry (magyar h.: Bognár Tamás)
- Max Raphael – James
- Matt Rippy – Henry Gordon
- David Sherwood – Mr. York
- Bjorn Steinbach – Mario
- Patrick Lyster – Mr. Winthorp (magyar h.: Jakab Csaba)
- Craig Hawks – Walker
- Katja Hopkins – Jill
- Greg Parvess – Jerry
- Sascha Nastasi – Jennifer
- Alex Jeaven – Jasmine
- Nahum Hughes – Manuel

Fekete Szépséget négy különböző ló alakítja: Spirit, Jenny, Awards és Rosie.

## Filmkészítés
2019 májusában bejelentették, hogy Anna Sewell 1877-es Fekete szépség című regényének új filmadaptációja készül, amelynek írója, vágója és rendezője Ashley Avis lett. A film főszereplőit Mackenzie Foy és Kate Winslet alakították. A forgatás 2019 októberében kezdődött Dél-Afrikában, ahol Claire Forlani és Iain Glen is csatlakoztak a stábhoz.

## Megjelenés
2020 júliusában a Walt Disney Pictures megvásárolta a film forgalmazási jogait a Constantin Filmtől. A Fekete szépség 2020. november 27-én jelent meg digitálisan a Disney+-on.

## Fogadtatás
A Rotten Tomatoes weboldalon a film 46 értékelés alapján 48%-os minősítést ért el, 5,3/10-es értékeléssel. A Metacritic-en 12 kritika alapján az átlagpontszám 52 a 100-ból, ami "vegyes vagy átlagos értékelést" jelent.